# Susana López Ares
Susana López Ares, née le 8 décembre 1967, est une femme politique espagnole membre du Parti populaire (PP).
Elle est élue députée de la circonscription des Asturies lors des élections générales de décembre 2015.

## Biographie

### Vie privée
Elle est mariée.

### Une carrière universitaire
Elle accomplit ses études supérieures à l'université d'Oviedo où elle obtient une licence en sciences économiques et entrepreneuriales en 1990 puis son doctorat quatre ans plus tard. Elle travaille dès lors comme professeure titulaire au département de l'économie quantitative au sein de cette même université. Entre 2004 et 2008, elle dirige l'école universitaire aux entreprises puis, entre 2008 et 2011, exerce les fonctions de vice-rectrice aux Étudiants et à l'Emploi. Elle a été professeure visitant à l'université d'Aalborg au Danemark, à celle de La Havane à Cuba et à l'université de Vienne en Autriche.  

### Trois mandats au parlement régional
Elle postule en quatrième position sur la liste présentée par le Parti populaire dans la circonscription centrale à l'occasion des élections asturiennes de mai 2011. Avec 19,12 % des voix, la liste remporte sept des trente-quatre mandats en jeu et Susana López est logiquement élue députée de la Junte générale de la principauté des Asturies aux côtés de Fernando Goñi notamment. Durant la brève législature régionale, elle est porte-parole à la commission des Finances et du Secteur public, à celle de l'Économie et de l'Emploi ainsi qu'à celle de l'Éducation et de l'Enseignement supérieur. Elle est rétrogradée à la huitième place de la liste de Mercedes Fernández lors des élections anticipées de mars 2012 donnant suite au rejet du projet de budget présenté par l'exécutif régional présidé par l'ancien membre du parti et cofondateur du Forum des Asturies (FAC) Francisco Álvarez-Cascos. Au soir du scrutin qui voit la victoire du socialiste Javier Fernández, elle perd son mandat après que le PP n'a obtenu que sept mandats, le même nombre que lors des élections de 2011. Elle fait néanmoins son retour au parlement régional à la faveur d'une démission et récupère ses responsabilités de porte-parole à la commission de l'Économie, de l'Emploi et de l'Éducation.
Pour les élections régionales de mai 2015, elle est remontée à la septième place et remporte un nouveau mandat après que le parti a obtenu exactement sept sièges dans la circonscription centrale. Elle intègre la commission de l'Emploi, de l'Industrie et du Tourisme, celle de l'Éducation et de la Culture et est choisie comme secrétaire de la commission des Pétitions et des Droits fondamentaux. Elle abandonne son mandat le 29 décembre 2015 après s'être portée candidate lors des élections générales du 20 décembre précédent.

### Députée nationale
Choisie pour mener la liste de coalition avec le Forum des Asturies dans la circonscription des Asturies, sa candidature vire en tête du scrutin avec 157 568 voix — soit un peu plus de 30 % des suffrages exprimés — et obtient trois mandats dont deux reviennent au PP et l'autre au FAC. Élue au Congrès des députés avec Isidro Martínez Oblanca et José Ramón García Cañal, elle est membre de la commission de l'Éducation et de la Culture et de la commission bicamérale chargée des Relations avec le Tribunal des comptes notamment. Elle est porte-parole titulaire à la commission de l'Industrie, de l'Énergie et du Tourisme.
Elle conserve son mandat au palais des Cortes après la tenue du scrutin législatif anticipé de juin 2016 rendant compte de l'impossibilité d'investir un président du gouvernement à l'expiration d'un délai de deux mois par les Cortes Generales issues des élections de 2015. Entre septembre et décembre 2016, elle est membre de la commission de l'Économie et de la Compétitivité, de celle des Finances et des Administrations publiques ainsi que porte-parole à la commission de l'Industrie, de l'Énergie et du Tourisme. Le 29 novembre 2016, elle est nommée porte-parole adjointe du groupe parlementaire populaire et chargée de coordonner le secteur économique du parti et la liaison avec les ministères concernés. À ce titre, elle devient membre suppléante de la députation permanente et remplaçante à la Junte des porte-parole. En outre, elle est élue deuxième vice-présidente de la commission non-permanente chargée d'évaluer et moderniser le régime des autonomies proposée par le PSOE et présidée par José Enrique Serrano.